# Jones Kusi-Asare
Jones Kusi-Asare (* 21. Mai 1980 in Kumasi) ist ein ehemaliger schwedisch-ghanaischer Fußballspieler.

## Laufbahn
Kusi-Asare kam im Alter von 16 Jahren aus Ghana nach Schweden. Der Stürmer begann seine Fußballlaufbahn bei der Spielgemeinschaft Vasalund/Essinge IF in einem Stockholmer Vorort. 1999 debütierte er für Djurgårdens IF in der Allsvenskan. In den folgenden Jahren konnte er sich einen Stammplatz erkämpfen. Im Winter 2001 wechselte er zum Grazer AK, mit dem er 2002 österreichischer Cup-Sieger wurde. Nach anderthalb Spielzeiten zog es ihn weiter in die Türkei, wo er zu Denizlispor ging. Dort konnte er sich jedoch nicht durchsetzen und kehrte nach Schweden zurück. Kusi-Asare unterschrieb einen Vertrag bei Landskrona BoIS. Mit dem Klub spielte er zwei Jahre in der Allsvenskan. Vor Beginn der Spielzeit 2005 wechselte er zurück zu seiner ersten Profistation. Mit DIF konnte er das Double aus Meistertitel und Svenska Cupen gewinnen. Mit zwölf Saisontoren trug er entscheidend dazu bei.
Anfang 2009 verließ Kusi-Asare Schweden und wechselte zu Esbjerg fB nach Dänemark. Dort kam er bis Sommer 2010 lediglich zu neun Kurzeinsätzen. Der Klub verlieh ihn für ein halbes Jahr an Aalborg BK. Dort konnte er sich nicht durchsetzen. Er kehrte Anfang 2011 nach Schweden zurück, wo ihn Zweitligist Assyriska Föreningen unter Vertrag nahm. Anfang 2012 beendete er seine Laufbahn.
Kusi-Asare spielte 2001 einmal für die schwedische U21-Nationalmannschaft. Weitere Berufungen in eine Landesauswahl blieben ihm verwehrt.

## Sonstiges
Kusi-Asare wurde in Kumasi geboren. Sein Sohn Jonah (* 2007) ist ebenfalls Fußballspieler. Sein Spitzname ist „Doktor Jones“.